# Schloss Wachenheim

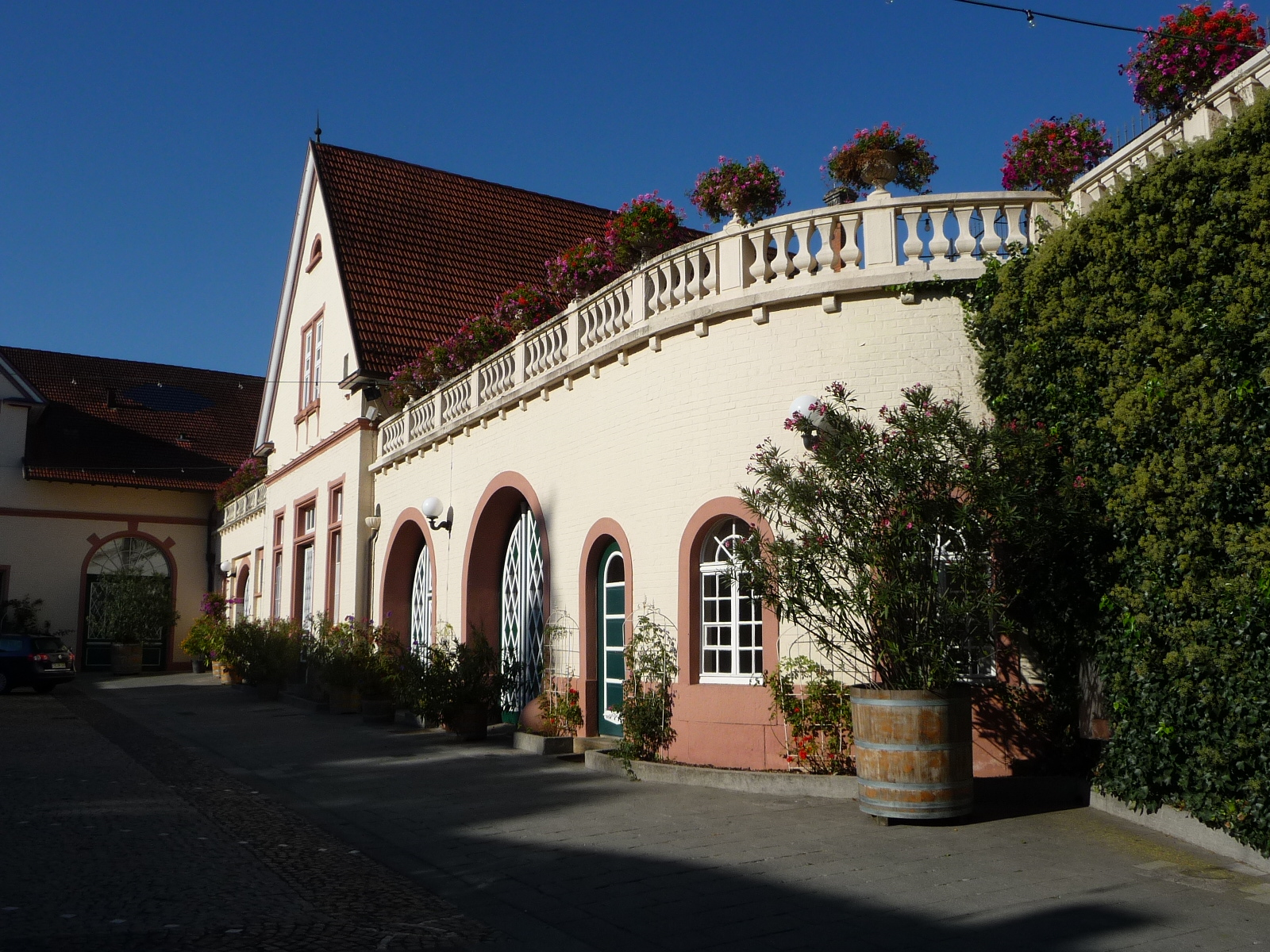
Schloss Wachenheim

Das Schloss Wachenheim ist ein Schloss in der pfälzischen Kleinstadt Wachenheim an der Weinstraße, das als Kulturdenkmal gilt. Es beherbergt heute die nach ihm benannte Schloss Wachenheim AG. 
Das Schloss befindet sich in der Kommerzienrat-Wagner-Straße 1 und stellt ein weitläufiges Winzeranwesen in einem Landschaftspark mit 250 Jahre alten Bäumen dar. Das Schloss wurde um 1730 im ländlichen Barockstil errichtet. Im Jahre 1880 erwarb der Weinhändler Georg Böhm das Anwesen, um daneben eine Schaumweinfabrik zu betreiben.
Einzelne Gebäude wurden erst im 20. Jahrhundert errichtet. Das Gesamtensemble wie die Torpassage, der Verwaltungsbau, der große Marmorsaal und die Abfüllhalle sind architektonisch bis heute erhalten geblieben. Das Anwesen wird heute auch als Eventlocation verwendet.